# オナガアゲハ
オナガアゲハ（尾長揚羽、学名：Papilio macilentus）は、チョウ目（鱗翅目）アゲハチョウ科に属するチョウの一種。

## 特徴
アゲハチョウよりやや大きめの黒い蝶。翅が引き延ばされたように細くスマートで、この翅形が毒を持つジャコウアゲハに非常に似ているため、擬態していると考えられている。夏には吸水集団を形成し、秋になると花から花へ駈けるように飛ぶ。
後翅前縁にある白斑は性標で、雄のみが持つ。羽化時は白いが、徐々に黄味を帯びてくる。
年2化性。春、サクラの花が散り終えるころから発生し、暖地では秋の中ごろまで見られる。ツツジ、ヒガンバナ、クサギなどで吸蜜しているのを見ることが出来る。
幼虫の食草はミカン科植物。ほとんど何でも食べるが、特にコクサギ、カラスザンショウ、イヌザンショウ、ミヤマシキミなどの野生種を好む傾向がある。越冬態は蛹。

## 分布
北海道西部～南部、本州、四国、九州に生息する。
国外では中国大陸および朝鮮半島。